# Robert Capell, 10. Earl of Essex

Wappen des Earl of Essex

Robert Edward de Vere Capell, 10. Earl of Essex (* 13. Januar 1920; † 5. Juni 2005) war ein britischer Peer und Politiker.

## Leben und Karriere
Capell wurde im Januar 1920 als Sohn von Arthur Algernon de Vere Capell (1869–1924) aus dessen zweiter Ehe mit Alice Maud Currie († 1951) geboren. Sein Vater starb, als er drei war. Er verbrachte einige Zeit in einem Waisenhaus, wo er erstaunt war, als der Leiter ihm sagte, dass er womöglich eines Tages der Earl of Essex sein werde.
Während des Zweiten Weltkriegs diente er im Rang eines Flight Sergeant als Fitnesstrainer in der Royal Air Force. Er heiratete 1942 Doris Margaret Tomlinson, Tochter des Lebensmittelhändlers George Frederick Tomlinson. Sie hatten einen Sohn, Hon. Frederick Paul de Vere Capell (* 1944), später 11. Earl of Essex. Nach dem Krieg arbeitete er für 25 Jahre als Angestellter bei der Post, bevor er als Partner in den Lebensmittelladen seines Schwagers miteinstieg. Er wohnte in Morecambe, Lancashire.
Nachdem sein älterer Halbbruder Arthur Algernon de Vere Capell (1891–1950) kinderlos gestorben war, wurde Capells Interesse an seinen adligen Erbansprüchen erneut geweckt, als er viele Jahre später von einem Freund einen Zeitungsartikel erhielt, der besagte, dass der Erbe des Earls of Essex ein Amerikaner sein könnte, Bladen Horace Capell (1922–1978). Das führte zu einer intensiven Recherche von Capell mit zahlreicher Korrespondenz mit vielen entfernten und zuvor unbekannten Verwandten. Schließlich bewies er, dass sein Urgroßvater Hon. Algernon Capell (1807–1886) der ältere Bruder von Bladens Ururgroßvater Hon. Adolphus Capell (1813–1899) war, beide waren die jüngeren Brüder des Arthur Capell, 6. Earl of Essex (1803–1892), dessen männliche Nachkommenlinie absehbar mit dem kinderlosen Ururenkel Reginald Capell, 9. Earl of Essex, aussterben würde. Als der 9. Earl 1981 starb, dauerte es acht Jahre, bevor Robert seinen Erbanspruch auf den Titel wirksam nachweisen. Ihm wurden daraufhin die Titel 10. Earl of Essex, 10. Viscount Malden sowie 11. Baron Capell bestätigt, sodass er seinen Sitz im House of Lords einnehmen konnte. Dort schloss er sich der Fraktion der Crossbencher an. Seine Mitgliedschaft endete durch den House of Lords Act 1999. Für einen der verbleibenden Sitze trat er nicht an.
Capell starb 2005 im Alter von 85 Jahren. Seinen Titel erbte sein Sohn.